# André Lacroix (hockey sur glace)
 (mai 2012).
Si vous disposez d'ouvrages ou d'articles de référence ou si vous connaissez des sites web de qualité traitant du thème abordé ici, merci de compléter l'article en donnant les références utiles à sa vérifiabilité et en les liant à la section « Notes et références ».
Pour les articles homonymes, voir André Lacroix et Lacroix.
André Lacroix, né le 5 juin 1945 à Lauzon (aujourd'hui partie de Lévis) dans la province de Québec au Canada, est un joueur de hockey sur glace professionnel qui évoluait à la position de centre.

## Carrière

### Carrière amateur
Lacroix a commencé sa carrière en 1961 chez les As Bees de Québec de la Ligue de hockey junior B du Québec. Son talent est remarqué en premier lieu par M. Robert Guay, un enseignant et directeur de l'école Saint-Dominique-de-Bienville à Lauzon. À cette époque, André Lacroix est étudiant au Collège de Lauzon (aujourd'hui nommé l'École primaire Saint-Joseph) et il a été recruté par Monsieur Guay pour jouer dans l'équipe de l'école Saint-Dominique. Avec Lacroix dans ses rangs, l'équipe de Bienville a remporté le championnat provincial de hockey Midget, trois années consécutives (1959, 1960, 1961), rivalisant contre des grandes villes dont Québec.
Dès l'âge de 17 ans, André Lacroix a commencé son séjour chez les juniors avec les Citadelles de Québec (107 points) et à 18 ans avec les Canadiens junior de Montréal de l'Association de hockey de l'Ontario (30 points en 34 parties). Il a joué ensuite deux années avec les Petes de Peterborough de la Ligue de hockey de l'Ontario en réussissant des saisons de 119 et 120 points pour remporter le championnat des compteurs à chaque occasion. Il devient professionnel à 21 ans avec les As de Québec de la Ligue américaine de hockey (1964-1965) avant de rejoindre les Flyers de Philadelphie de la Ligue nationale de hockey lors de la saison 1967-1968.

### Carrière professionnelle
Joueur de centre, il a joué dans la LNH pour les Flyers de Philadelphie, les Black Hawks de Chicago et les Whalers de Hartford et dans l'AMH où il a porté les couleurs des Blazers de Philadelphie, des Golden Blades de New York/Knights du New Jersey, des Mariners de San Diego, des Aeros de Houston et des Whalers de la Nouvelle-Angleterre. Il a eu six saisons consécutives de plus de 100 points dans l'AMH, de la saison 1972-1973 à la saison 1977-1978. Il est membre de l'équipe du Canada lors de la Série du siècle 1974 où il s'est classé à la 7e place des pointeurs de la série avec 1 but et 6 aides pour un total de 7 points,. Il a joué 29 matchs chez les Whalers de Hartford dans la LNH lors de la saison 1979-1980 et il a annoncé sa retraite le 20 décembre 1979 à l'âge de 34 ans.

## Statistiques en club
| Saison     | Équipe                                        | Ligue      | Saison régulière | Saison régulière | Saison régulière | Saison régulière | Saison régulière | Saison régulière | Séries éliminatoires | Séries éliminatoires | Séries éliminatoires | Séries éliminatoires | Séries éliminatoires |
| Saison     | Équipe                                        | Ligue      | PJ               | B                | A                | Pts              | Pun              | +/-              | PJ                   | B                    | A                    | Pts                  | Pun                  |
| ---------- | --------------------------------------------- | ---------- | ---------------- | ---------------- | ---------------- | ---------------- | ---------------- | ---------------- | -------------------- | -------------------- | -------------------- | -------------------- | -------------------- |
| 1962-63    | Citadelles de Québec                          | LHJMQ      |                  | 53               | 54               | 107              | 41               |                  |                      |                      |                      |                      |                      |
| 1963-64    | Canadiens Junior de Montréal                  | AHO        | 34               | 12               | 18               | 30               | 0                |                  |                      |                      |                      |                      |                      |
| 1964-65    | Petes de Peterborough                         | AHO        | 49               | 45               | 74               | 119              | 0                |                  |                      |                      |                      |                      |                      |
| 1964-65    | As de Québec                                  | LAH        | 1                | 0                | 0                | 0                | 0                |                  |                      |                      |                      |                      |                      |
| 1965-66    | Petes de Peterborough                         | AHO        | 48               | 40               | 80               | 120              | .0               |                  |                      |                      |                      |                      |                      |
| 1965-66    | As de Québec                                  | LAH        | 2                | 1                | 3                | 4                | 0                |                  |                      |                      |                      |                      |                      |
| 1966-67    | As de Québec                                  | LAH        | 67               | 25               | 24               | 49               | 14               |                  | 5                    | 3                    | 2                    | 5                    | 2                    |
| 1967-68    | Flyers de Philadelphie                        | LNH        | 18               | 6                | 8                | 14               | 6                |                  | 7                    | 2                    | 3                    | 5                    | 0                    |
| 1967-68    | As de Québec                                  | LAH        | 54               | 41               | 46               | 87               | 16               |                  |                      |                      |                      |                      |                      |
| 1968-69    | Flyers de Philadelphie                        | LNH        | 75               | 24               | 32               | 56               | 4                |                  | 4                    | 0                    | 0                    | 0                    | 0                    |
| 1969-70    | Flyers de Philadelphie                        | LNH        | 74               | 22               | 36               | 58               | 14               |                  |                      |                      |                      |                      |                      |
| 1970-71    | Flyers de Philadelphie                        | LNH        | 78               | 20               | 22               | 42               | 12               | -8               | 4                    | 0                    | 2                    | 2                    | 0                    |
| 1971-72    | Blackhawks de Chicago                         | LNH        | 51               | 4                | 7                | 11               | 6                | 4                | 1                    | 0                    | 0                    | 0                    | 0                    |
| 1972-73    | Blazers de Philadelphie                       | AMH        | 78               | 50               | 74               | 124              | 83               |                  | 4                    | 0                    | 2                    | 2                    | 18                   |
| 1973-74    | Golden Blades de New York / Knights de Jersey | AMH        | 78               | 31               | 80               | 111              | 54               |                  |                      |                      |                      |                      |                      |
| 1974-75    | Mariners de San Diego                         | AMH        | 78               | 41               | 106              | 147              | 63               |                  | 10                   | 3                    | 9                    | 12                   | 2                    |
| 1975-76    | Mariners de San Diego                         | AMH        | 80               | 29               | 72               | 101              | 42               |                  | 11                   | 4                    | 6                    | 10                   | 4                    |
| 1976-77    | Mariners de San Diego                         | AMH        | 81               | 32               | 82               | 114              | 79               |                  | 7                    | 1                    | 6                    | 7                    | 6                    |
| 1977-78    | Aeros de Houston                              | AMH        | 78               | 36               | 77               | 113              | 57               |                  | 6                    | 2                    | 2                    | 4                    | 0                    |
| 1978-79    | Whalers de la Nouvelle-Angleterre             | AMH        | 78               | 32               | 56               | 88               | 34               |                  | 10                   | 4                    | 4                    | 8                    | 0                    |
| 1979-80    | Whalers de Hartford                           | LNH        | 29               | 3                | 14               | 17               | 2                | -6               |                      |                      |                      |                      |                      |
| Totaux AMH | Totaux AMH                                    | Totaux AMH | 551              | 251              | 547              | 798              | 412              |                  | 48                   | 14                   | 29                   | 43                   | 30                   |
| Totaux LNH | Totaux LNH                                    | Totaux LNH | 325              | 79               | 119              | 198              | 44               |                  | 16                   | 2                    | 5                    | 7                    | 0                    |

## Récompenses
- 1963 : recrue de l'année dans la LHJPQ.
- 1965 : 
  - joueur par excellence de la première équipe d'étoiles de l'AHO Jr ;
  - trophée Red-Tilson de la LHO.
- 1966 :
  - joueur par excellence de la première équipe d'étoiles de l'AHO Jr ;
  - athlète de l'année 1966 au Québec le 31 décembre 1966 ;
  - trophée Max-Kaminsky à titre de joueur joueur le plus gentilhomme de la LHO ;
  - trophée Red-Tilson de la LHO ;
  - trophée Eddie-Powers de la LHO.
- 1973 : 
  - trophée Bill-Hunter ;
  - joueur par excellence de l'équipe d'étoiles de l'AMH.
- 1974 : joueur par excellence de l'équipe d'étoiles de l'AMH.
- 1975 : 
  - trophée Bill-Hunter ;
  - joueur par excellence de l'équipe d'étoiles de l'AMH.
- 1984 : la ville de Lauzon donne son nom à l'aréna municipal.
- 2010 : intronisation au Temple de la renommée de l'Association mondiale de hockey.
- 2019 : 
  - Citoyen d'honneur de la Ville de Lévis[9] ;
  - Récipiendaire du prix Jacques-Amyot pour l'ensemble de sa carrière[10].

## Biographie
André Lacroix a autopublié sa biographie Après la deuxième tempête de neige : Ma vie sur la glace Ma vie privée en 2020.